# Трновці
Трновці (словен. Trnovci) — поселення в общині Светий Томаж, Подравський регіон‎, Словенія.